# Бучацький Лонгин Хрисантович
Лонгин Хризантович Бу́чацький (1843, Яргорів — 1896, Санкт-Петербург) — інженер, добрий актор-аматор, один з перших і заслужених засновників театру «Руська бесіда» у Львові, завдяки чому його ім'я згадується в «Історії Українського театру». Брат Володимира Бучацького.

## Життєпис
Народився в с. Яргорів, нині Монастириського району Тернопільської області. Закінчив реальну школу, а у 1861—1866 роках — львівську Технічну академію. Певний час жив у Львові, згодом емігрував до Росії, де працював інженером, видав кілька технічних праць, зокрема «Новый тип верхних шлюзных затворов в применении к большемерным шлюзам Мариинской системы» і «Типы речных судов и их рациональная конструкция, с определением наивыгоднейших размеров стоимости тракции и провозной платы с пуда версты», тощо. Ціле життя нежонатий, дітей не мав.
В «Історії політичної думки галицьких українців 1848—1914» Костя Левицького також є згадка про Лонгина Бучацького:
«Перша вистава руського народного театру відбулася 29. марта 1864, в салі „Народного Дому“ у Львові. Тут явився намісник граф Менсдорф, та за ним світські і військові достойники, що заняли почесні місця. Коли занавіса піднеслась станув перед очима видців гурт святочно прибраних хлопців і дівчат, та з-поміж них виступив студент університету Льонгин Бучацький і виголосив святочний прольоґ, написаний о. професором д-ром Омеляном Огоновським. Опісля відіграла орхестра симфонію Вербицького, та по ній почала ся вистава „Марусі“. Саля греміла від оплесків і радости не було кінця…»